# 1940 v hudbě
Tento článek obsahuje události související s hudbou, které proběhly v roce 1940.

## Narození
- 20. února – Barbara Ellis (The Fleetwoods)[zdroj⁠?!]
- 29. února – Gretchen Christopher (The Fleetwoods)[zdroj⁠?!]
- 13. března – Daniel Bennie (The Reflections)[zdroj⁠?!]
- 15. března – Phil Lesh, (Grateful Dead)
- 12. dubna – Herbie Hancock, jazzový pianista
- 7. června – Sir Tom Jones, zpěvák
- 7. července – Ringo Starr, bubeník (The Beatles)
- 20. srpna – John Lantree (The Honeycombs)[zdroj⁠?!]
- 2. září – Jimmy Clanton, zpěvák[zdroj⁠?!]
- 9. září – Joe Negroni (Frankie Lymon & The Teenagers)[zdroj⁠?!]
- 11. září – Bernie Dwyer (Freddie & The Dreamers)[zdroj⁠?!]
- 17. září – Lamonte McLemore (The 5th Dimension)[zdroj⁠?!]
- 9. října – John Lennon, zpěvák (The Beatles) (* 1980)
- 14. října – Cliff Richard, zpěvák
- 17. října – Stephen Kovacevich, pianista[zdroj⁠?!]
- 21. listopadu – Dr. John, pianista a zpěvák
- 11. prosince – David Gates, zpěvák (Bread)
- 21. prosince
  - Frank Zappa, hudebník, skladatel († 1993)
  - Ray Hildebrand (Paul & Paula)[zdroj⁠?!]
- 23. prosince – Jorma Kaukonen (Jefferson Airplane, Hot Tuna)[zdroj⁠?!]